# Miroslav Križić
Miroslav Križić (Zagreb, 30. ožujka 1930. – Zagreb, 19. studenoga, 2013.) hrvatski jazz kritičar i kulturni djelatnik.

## Životopis
Diplomirao je povijest umjetnosti na Filozofskom fakultetu u Zagrebu, a tijekom srednjoškolskog školovanja bavio je grafičkim dizajnom i fotografijom. Na poziv Većeslava Holjevca 1966. počinje raditi kao tajnik za kulturu i obrazovanju u zagrebačkoj Skupštini, a bio je i tajnik Komisije za dodjelu gradskih priznanja te mnogih drugih povjerenstava.
Glazbom se počeo baviti 1944. kada otvara svoju diskoteku tijekom školovanja na Glazbenoj školi Pavao Markovac te se ubrzo zainteresira za jazz glazbu koju je počeo promovirati. Jazz kritike počinje pisati od 1956., a kritike su mu izlazile u velikoj većini hrvatskih dnevnih novina (Vjesnik, Telegram, Studentski list). Pratio je mnoge jazz glazbenike od njihovih ranih faza te ga se moglo pitati za mišljenja i kritike. Organizirao je jazz koncerte te razne tribine u Zagrebačkom KIC-u i drugim gradovima u Hrvatskoj.
Dodijeljene su mu razne nagrade poput Zlatne značke i Porina za životno djelo.